# Кінотеатр українського кіно «Ліра»
Кінотеа́тр украї́нського кіно́ «Лі́ра» (1937—2015 — Кінотеатр «імені Чапаєва») — один із кінотеатрів Києва.
«Кінематограф» на першому поверсі житлового будинку по вулиці Великій Житомирській, 40 (Львівська площа) відкритий в 1913.
У 1984-2015 керівником кінотеатру була Надія Андріївна Трубайчук.
З 2015 Комунальне підприємство «дитячий спеціалізований кінотеатр ім. Чапаєва» реорганізовано у кінотеатр українського фільму «Ліра».
В Кінотеатрі проводяться зібрання кіноклубу «Ракурс».